# فلاح الشمري
فلاح محمد الشمري لاعب كرة قدم سعودي ، يلعب كحارس مرمى في نادي الباطن.